# Tauraco schuettii
El turaco piquinegro o  turaco de pico negro (Tauraco schuettii, también Tauraco schuetti) es una especie de ave Musophagiformes de la familia Musophagidae que vive en el interior de África Central.

## Taxonomía
Se han descrito dos subespecies:
- T. s. schuettii (Cabanis, 1879) - ocupa la parte occidental del rango desde el sur de República Centroafricana, a través de República Democrática del Congo hasta el norte de Angola.
- T. s. emini (Reichenow, 1893) - abarca la parte oriental desde Sudán del Sur pasando por Uganda, Ruanda, Burundi hasta el norte de Tanzania. También incluye las poblaciones del suroeste de Kenia.

## Descripción

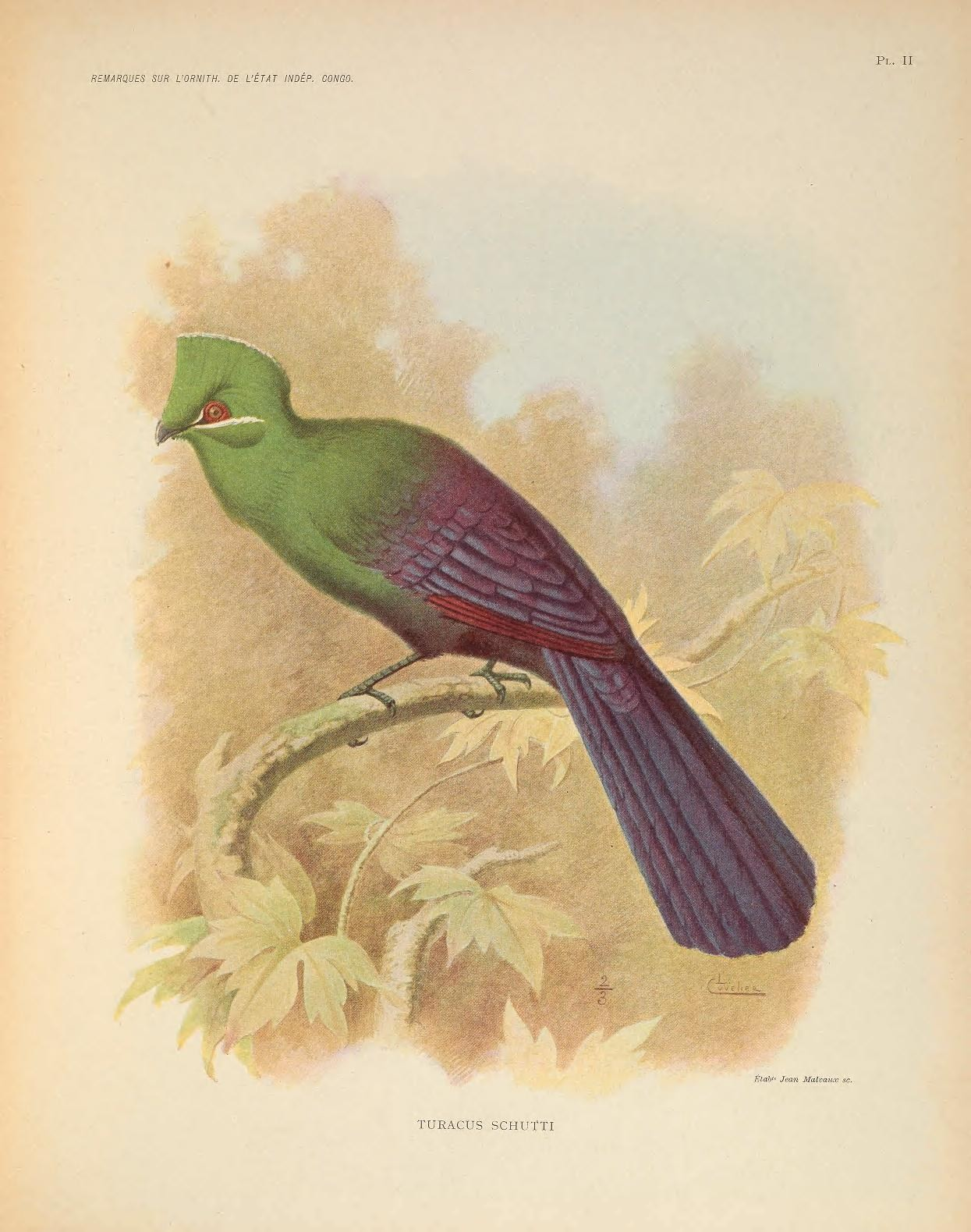
Pl. II Remarques sur l'ornithologie de l'État indépendant du Congo.

El turaco piquinegro es un turaco de tamaño medio que mide unos 40 cm de largo y pesa entre 199-272 g. Los adultos son de aspecto similar al turaco de Guinea y al Turaco de Livingstone pero presenta dos características propias: un pico completamente negro y una cresta en forma de tupé con el extremo blanco pero más corta que el Turaco de Livingstone. Es predominantemente verde con un tono más verde en cabeza, cuello y pecho; y de tono más oscuro y metalizado la parte inferior del cuerpo, alas y cola. Las plumas primarias de las alas son de color rojo intenso. El anillo periocular también es de color rojo, y enmarcando el mismo presenta dos líneas blancas (la inferior de mayor longitud).

## Distribución y hábitat
Es una especie sedentaria que habita en los bosques tropicales de África Central, pudiéndose encontrar en República Democrática del Congo, el norte de Angola, Burundi, Ruanda, el sur de la República Centroafricana, Sudán del Sur, Uganda, Kenia occidental y  noroeste de Tanzania. Puede vivir en montañas hasta 2.800 m de altitud.

## Comportamiento
Su comportamiento suele ser el mismo que otras especies de su género. Son principalmente arbóreos y diurnos, solo bajan al suelo para beber. Pasan la mayor parte del día en la parte alta de los árboles donde se alimentan, descansan y socializan. Su modo de desplazamiento suele ser mediante saltos y carreras por las ramas, el vuelo solo lo utilizan moderadamente. Son animales territoriales y suelen vivir en parejas o pequeños grupos.
Su dieta está basada en frutas y bayas, aunque también se puede alimentar de brotes, hojas e insectos.
Su temporada de cría varía según la zona. Las parejas son monógamas y construyen su nido en la copa de los árboles, escondido entre el ramaje, y que consiste en una plataforma hecha de ramitas y materia vegetal. La hembra pone dos huevos que son incubados por ambos padres en un periodo de 20 días aproximadamente. Las crías nacen bastante desarrolladas con los ojos abiertos y cubiertas de plumón. Durante 2 o 3 semanas permanecerán en el nido alimentadas por ambos padres, a partir de entonces explorarán los alrededores del nido torpemente. Necesitaran una o dos semanas más para poder volar y abandonar el nido definitivamente, aunque no se independizarán de sus padres durante un tiempo.

## Conservación
Esta especie está catalogada por la IUCN como preocupación menor debido a la amplitud de su zona de distribución y a que las poblaciones parece que permanecen estables.